# Sweet Freedom
Sweet Freedom – szósty album brytyjskiej rockowej grupy Uriah Heep wydany we wrześniu 1973 nakładem Bronze Records.

## Lista utworów
| 1. | „Dreamer” (Thain, Box)          | 3:41  |
|    |                                 |       |
| 2. | „Stealin' „ (Hensley)           | 4:49  |
|    |                                 |       |
| 3. | „One Day” (Hensley, Thain)      | 2:47  |
|    |                                 |       |
| 4. | „Sweet Freedom” (Hensley)       | 6:37  |
|    |                                 |       |
| 5. | „If I Had the Time” (Hensley)   | 5:43  |
|    |                                 |       |
| 6. | „Seven Stars” (Hensley)         | 3:52  |
|    |                                 |       |
| 7. | „Circus” (Thain, Box, Kerslake) | 2:44  |
|    |                                 |       |
| 8. | „Pilgrim” (Hensley, Byron)      | 7:10  |
|    |                                 |       |
|    |                                 | 37:23 |
|    |                                 |       |

## Twórcy
- David Byron – Wokal
- Ken Hensley – gitara, keyboard,wokal
- Mick Box – gitara
- Gary Thain – bas
- Lee Kerslake – perkusja,wokal